# 1685
Епоха великих географічних відкриттів •  Перша наукова революція • Річ Посполита •  Запорозька Січ •  Руїна

## Геополітична ситуація
Османську імперію очолює Мехмед IV (до 1687). Під владою османського султана перебувають Близький Схід та Єгипет, Середземноморське узбережжя Північної Африки, частина Закавказзя, значні території в Європі: Греція, Болгарія та Сербія. Васалами османів є Волощина та Молдова.
Священна Римська імперія — наймогутніша держава Європи. Її територія охоплює, крім німецьких земель, Угорщину з Хорватією, Богемію, Північну Італію. Її імператор — Леопольд I Габсбург (до 1705).
Габсбург Карл II Зачарований є королем Іспанії (до 1700). Йому належать Іспанські Нідерланди, південь Італії, Нова Іспанія, Нова Гранада та Нова Кастилія в Америці, Філіппіни. Королем Португалії є Педру II (до 1706). Португалія має володіння в Бразилії, в Африці, в Індії, в Індійському океані й Індонезії.
Північ Нідерландів займає Республіка Об'єднаних провінцій. Вона має колонії в Північній Америці, Індонезії, на Формозі та на Цейлоні. Король Франції — Людовик XIV (до 1715). Франція має колонії в Північній Америці. Король Англії — Яків II Стюарт (до 1688). Англія має колонії в Північній Америці, на Карибах та в Індії. Король Данії та Норвегії — Кристіан V (до 1699), король Швеції — Карл XI (до 1697). На Апеннінському півострові незалежні Венеційська республіка та Папська область. Король Речі Посполитої — Ян III Собеський (до 1696) . Формально царями Московії є Іван V (до 1696) та Петро I, фактичну владу тримає в своїх руках регентка Софія Олексіївна.
Україну розділено по Дніпру між Річчю Посполитою та Московією. Діють два гетьмани: Андрій Могила (польський протекторат) на Правобережжі, Іван Самойлович (московський протекторат) на Лівобережжі. На півдні України існує Запорозька Січ. Існують Кримське ханство, Ногайська орда.
В Ірані правлять Сефевіди. Значними державами Індостану є Імперія Великих Моголів, в якій править Аурангзеб, Біджапурський султанат, султанат Голконда, Імперія Маратха. В Китаї править Династія Цін. У Японії триває період Едо.

## Події

### В Україні
- Гетьман ханської України Теодор Сулименко спробував захопити Брацлав, але зазнав поразки від козаків Андрія Могили. Сулименка схопили і стратили в Яворові.
- Ханську Україну на короткий час очолив Яким Самченко, але він також загинув під Немировом.

### У світі
- Велика турецька війна:

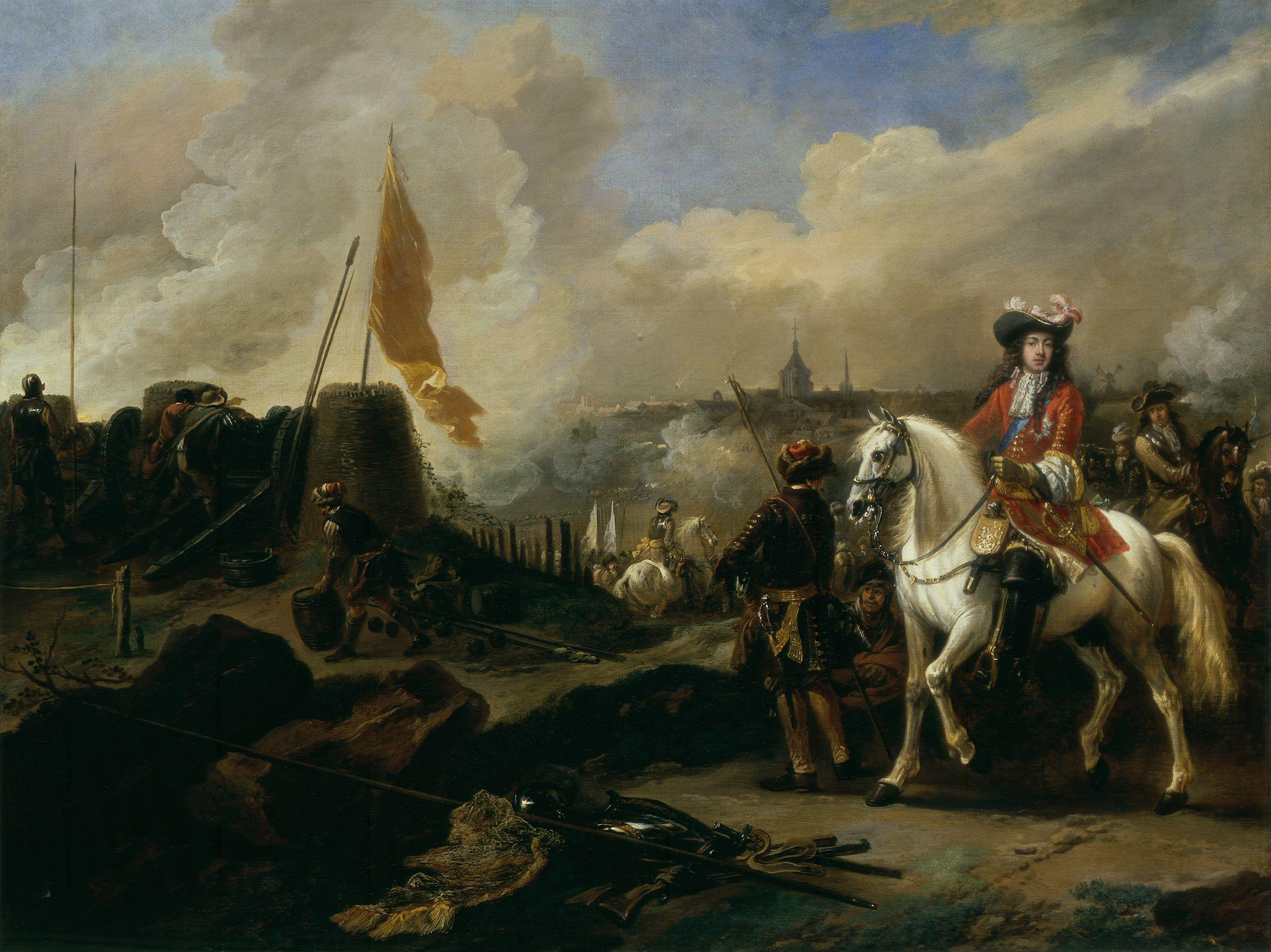
Герцор Монмут перед битвою поблизу Седжмора.

  - У лютому-березні османський сераскер Халіль-паша захопив півострів Мані.
  - 11 серпня венеційці оволоділи містом Короні.
  - 14 вересня венеційці завдали поразки османам поблизу Каламати.
  - 11 листопада Венеція захопила місто Ігуменицю.
- Зміна короля в Англії:
  - 6 лютого, після смерті Карла II, на англійський престол зійшов його брат Яків II, герцог Йоркський.
  - 11 березня в шотландському місті Вігтаун страчено 5-х ковенантерів, які відмовилися присягнути королю-католику.
  - 11 червня спалахнуло Монмутське повстання — Джордж Скотт, 1-й герцог Монмут, незаконний син Карла II, висадився в Англії з нідерландськими військами й виступив проти Якова II.
  - 6 липня у битві поблизу Седжмура королівські війська розбили повстанців. Монмута схопили й стратили, почалися суди над повстанцями.
- 20 березня французький мандрівник Рене Робер Кавельє де ла Саль висадився в Техасі.
- У березні французький король Людовик XIV видав Code Noir — чорний кодекс, що дозволяв рабство у французьких колоніях.
- 18 жовтня Людовик XIV едиктом Фонтенбло скасував дію Нантського едикту.
- Король-Сонце таємно одружився з мадам де Ментенон.
- 8 листопада Фрідріх Вільгельм, Великий курфюст Бранденбурзький, герцог Прусський прийняв Потсдамський едикт, котрий надав французьким гугенотам-емігрантам свободу віросповідання, економічні привілеї і право на проживання в Бранденбурзі і Пруссії.

### Наука та культура
- У Лондоні з'явилося вуличне освітлення — у безмісячні зимові ночі на кожному десятому будинку запалювали олійну лампу.

## Народились
див. також Категорія:Народились 1685
- 23 лютого — Георг Фредерік Гендель, німецький композитор епохи бароко, органіст
- 12 березня — Джордж Берклі, англійський філософ і релігійний діяч
- 21 березня — Йоганн Себастьян Бах, видатний німецький композитор і органіст
- 30 червня — Джон Гей, англійський поет і драматург
- 1 жовтня — Карл VI, австрійський ерцгерцог, імператор Священної Римської імперії (1711—1740 рр.)

## Померли
див. також Категорія:Померли 1685